# Duralex

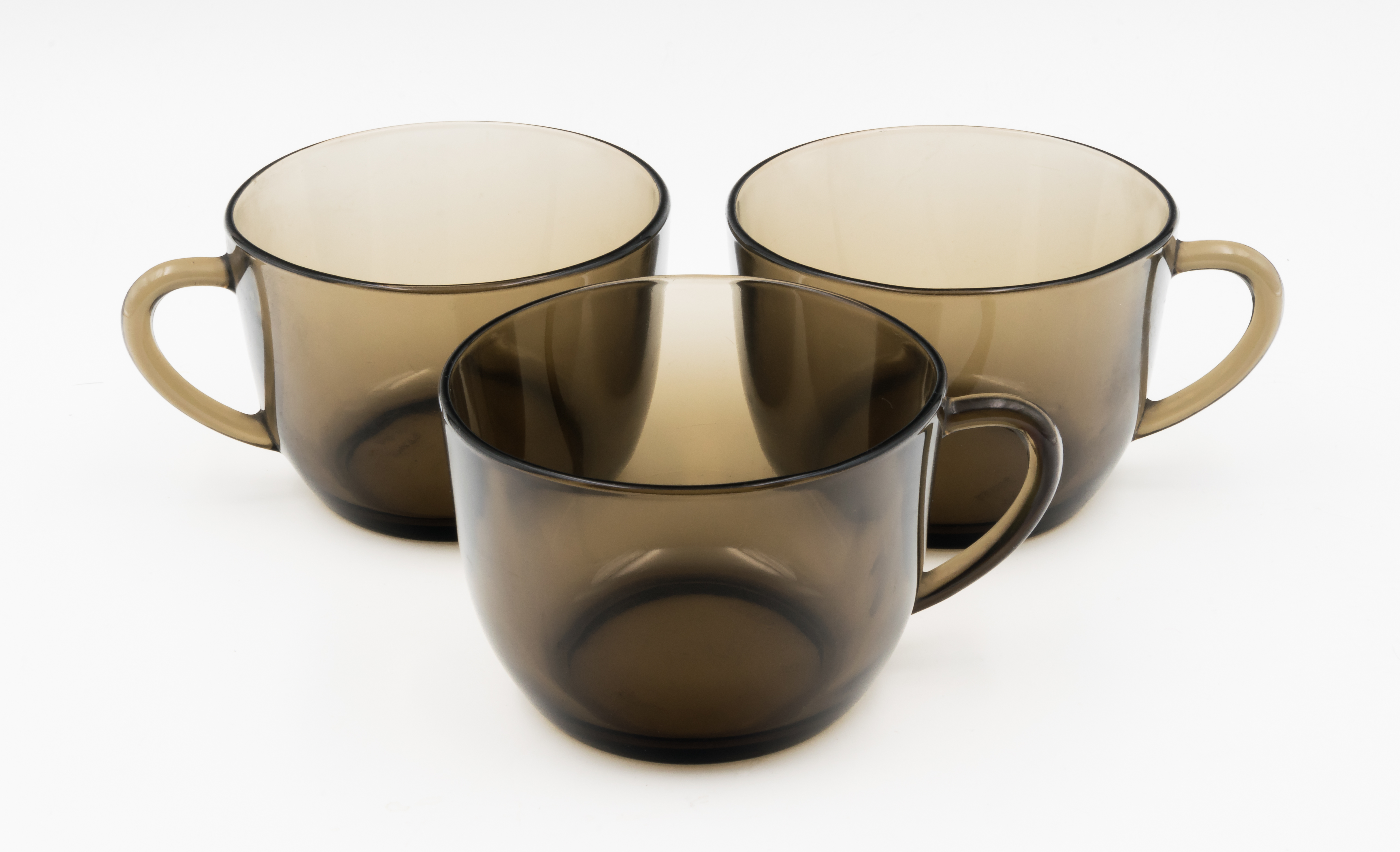
Xícaras Duralex

Duralex é uma vidraria do Sul da França, da cidade de La Chapelle-Saint-Mesmin, criada em 1945 e que, no Brasil, passou a ser consumido em razão de sua durabilidade e preço. Por meio de técnica criada na década de 1930, pela multinacional Saint-Gobain, o vidro moldado era aquecido a uma temperatura de 600 graus Celsius e, posteriormente, era rapidamente resfriado. Esse processo garantia uma dupla resistência ao vidro, em comparação à um vidro convencional. No ano de 2020, por conta da pandemia do novo coronavírus, a empresa que já enfrentava dificuldades econômicas, teve que encerrar as atividades, mas ao invés de ir a falência e fechar, seus funcionários a transformaram em uma cooperativa em 2024 e ela segue em funcionamento, mantendo todos os funcionários empregados.
O vidro temperado da Duralex passou a ser matéria-prima de louças para famílias pobres que não possuíam condições de adquirir louças de porcelana após a Segunda Guerra Mundial.  A difusão dos produtos no mercado francês e internacional, como o mercado brasileiro, sobretudo a partir dos anos 1960 e 1970, cristalizou nas residências, cafés e escolas objetos como o copo "Picardie", de cor âmbar. Entretanto, na década 2010, buscando reverter prejuízos acumulados, a empresa investiu em novos designs e cores da vidraria, porém, as novas linhas não obtiveram a mesma difusão dos artefatos de cozinha produzidos em tom amarronzado.
Além da durabilidade do vidro temperado, a coloração âmbar intensificava o potencial de armazenamento dos objetos que resistiam à temperatura ambiente, temperatura baixas de freezer, geladeira e temperaturas elevadas de forno e microondas, sem sofrer nenhum tipo de dano. Proveniente de uma combinação química entre os elementos enxofre, ferro e sódio, a coloração âmbar, ademais, protegia os alimentos e líquidos armazenados nos refratários de luzes e cheiros indesejados.  
O nome da marca provém da expressão latina Dura lex, sed lex que, em latim, significa "a lei é dura porém, é a lei". Na América do Sul, a Duralex pertencia à empresa Nadir Figueiredo, empresa com mais de um século de atuação no mercado de louças e utensílios domésticos que no ano de 2019 foi comprada por um fundo norte-americano de negócios, a HIG Capital. Atualmente, nos anos 2020, a produção de artefatos de vidro temperado, em coloração âmbar não é mais realizada e os jovens, cada vez mais antenados ao hype e aos apelos nostálgicos, tem buscado adquirir os produtos em brechós, lojas de antiguidades e em empresas de venda eletrônica como Mercado Livre e Enjoei. O valor das peças que, nas décadas passadas, não ultrapassava R$ 100, hoje em dia, ultrapassa o valor de R$ 400.